# Bolivia Open 2024 - Doppio
Il doppio femminile del torneo di tennis professionistico Bolivia Open 2024, facente parte della categoria WTA 125 nell'ambito del WTA 125 2024, si è giocato dal 28 ottobre al 3 novembre 2024 a Santa Cruz de la Sierra, in Bolivia.
É la prima edizione del torneo.
In finale Nuria Brancaccio e Leyre Romero Gormaz hanno sconfitto Aliona Bolsova e Valerija Strachova con il punteggio di 6-4, 6-4.

## Teste di serie
1. Veronika Erjavec /  Darja Semeņistaja (quarti di finale)
2. Julia Riera /  Mayar Sherif (ritirate)

1. Aliona Bolsova /  Valerija Strachova (finale)

## Wildcard
1. Carson Branstine /  Noelia Zeballos (quarti di finale, ritirate)

## Alternate
1. Julieta Estable /  Jazmín Ortenzi (quarti di finale)

## Tabellone

### Legenda
| - Q = Qualificato - WC = Wild card - LL = Lucky loser | - ALT = Alternate - SE = Special Exempt - PR = Protected Ranking | - w/o = Walkover - r = Ritirato - d = Squalificato |

|  | Quarti di finale | Quarti di finale             | Quarti di finale         | Quarti di finale         | Quarti di finale |  |  | Semifinali | Semifinali                   | Semifinali               | Semifinali                        | Semifinali                        |   |   | Finale | Finale                               | Finale                               | Finale | Finale |  |
|  |                  |                              |                          |                          |                  |  |  |            |                              |                          |                                   |                                   |   |   |        |                                      |                                      |        |        |  |
|  | 1                | V Erjavec D Semeņistaja      | V Erjavec D Semeņistaja  | 4                        | 64               |  |  |            |                              |                          |                                   |                                   |   |   |        |                                      |                                      |        |        |  |
|  |                  | A Todoni T Würth             | A Todoni T Würth         | 6                        | 7                |  |  |            | A Todoni T Würth             | 4                        | 7                                 | [3]                               |   |   |        |                                      |                                      |        |        |  |
|  |                  | E Arango L Pigossi           | 4                        | 7                        | [8]              |  |  |            | N Brancaccio L Romero Gormaz | 6                        | 6                                 | [10]                              |   |   |        |                                      |                                      |        |        |  |
|  |                  | N Brancaccio L Romero Gormaz | 6                        | 65                       | [10]             |  |  |            |                              |                          |                                   |                                   |   |   |        | Nuria Brancaccio Leyre Romero Gormaz | Nuria Brancaccio Leyre Romero Gormaz | 6      | 6      |  |
|  |                  | S Janicijevic K Zavac'ka     | S Janicijevic K Zavac'ka | S Janicijevic K Zavac'ka | w/o              |  |  |            |                              | 3                        | Aliona Bolsova Valerija Strachova | Aliona Bolsova Valerija Strachova | 4 | 4 |        |                                      |                                      |        |        |  |
|  | WC               | C Branstine N Zeballos       | C Branstine N Zeballos   | C Branstine N Zeballos   |                  |  |  |            | S Janicijevic K Zavac'ka     | S Janicijevic K Zavac'ka | 2                                 | 3                                 |   |   |        |                                      |                                      |        |        |  |
|  | Alt              | J Estable J Ortenzi          | 7                        | 3                        | [6]              |  |  | 3          | A Bolsova V Strachova        | A Bolsova V Strachova    | 6                                 | 6                                 |   |   |        |                                      |                                      |        |        |  |
|  | 3                | A Bolsova V Strachova        | 5                        | 6                        | [10]             |  |  |            |                              |                          |                                   |                                   |   |   |        |                                      |                                      |        |        |  |